# Don't Break Me
Chansons représentant l'Australie au Concours Eurovision de la chanson
Zero Gravity
(2019) Technicolour
(2021)
Don't Break Me (« Ne Me Brise Pas ») est une chanson de la chanteuse australienne Montaigne. Elle a remporté la pré-sélection australienne Eurovision : Australia Decides 2020 et représentera par conséquent l'Australie au Concours Eurovision de la chanson 2020 se déroulant à Rotterdam aux Pays-Bas .

## À l'Eurovision
La chanson Don't Break Me représentera l'Australie au Concours Eurovision de la chanson 2020, après que celle-ci et son interprète Montaigne ont été sélectionnés lors de la sélection nationale à travers le concours de télé-réalité musical Eurovision : Australia Decides 2020.
La chanson aurait dû être interprétée en troisième position de l'ordre de passage de la première demi-finale, le 12 mai 2020. Cependant, le 18 mars 2020, l'annulation du Concours en raison de la pandémie de Covid-19 est annoncée.